# Pseudoscada troetschi
Pseudoscada troetschi är en fjärilsart som beskrevs av Otto Staudinger 1884. Pseudoscada troetschi ingår i släktet Pseudoscada och familjen praktfjärilar. Inga underarter finns listade.